# Křišťanovice
Křišťanovice (deutsch Christdorf) ist eine Gemeinde im Bezirk Bruntál in Tschechien.

## Geographie
Christdorf liegt im Niederen Gesenke an der Kreuzung der Landstraßen 45216 und 45213. Die höchste Erhebung ist der Malý Roudný (deutsch Junger Rautenberg) mit 771 Metern.

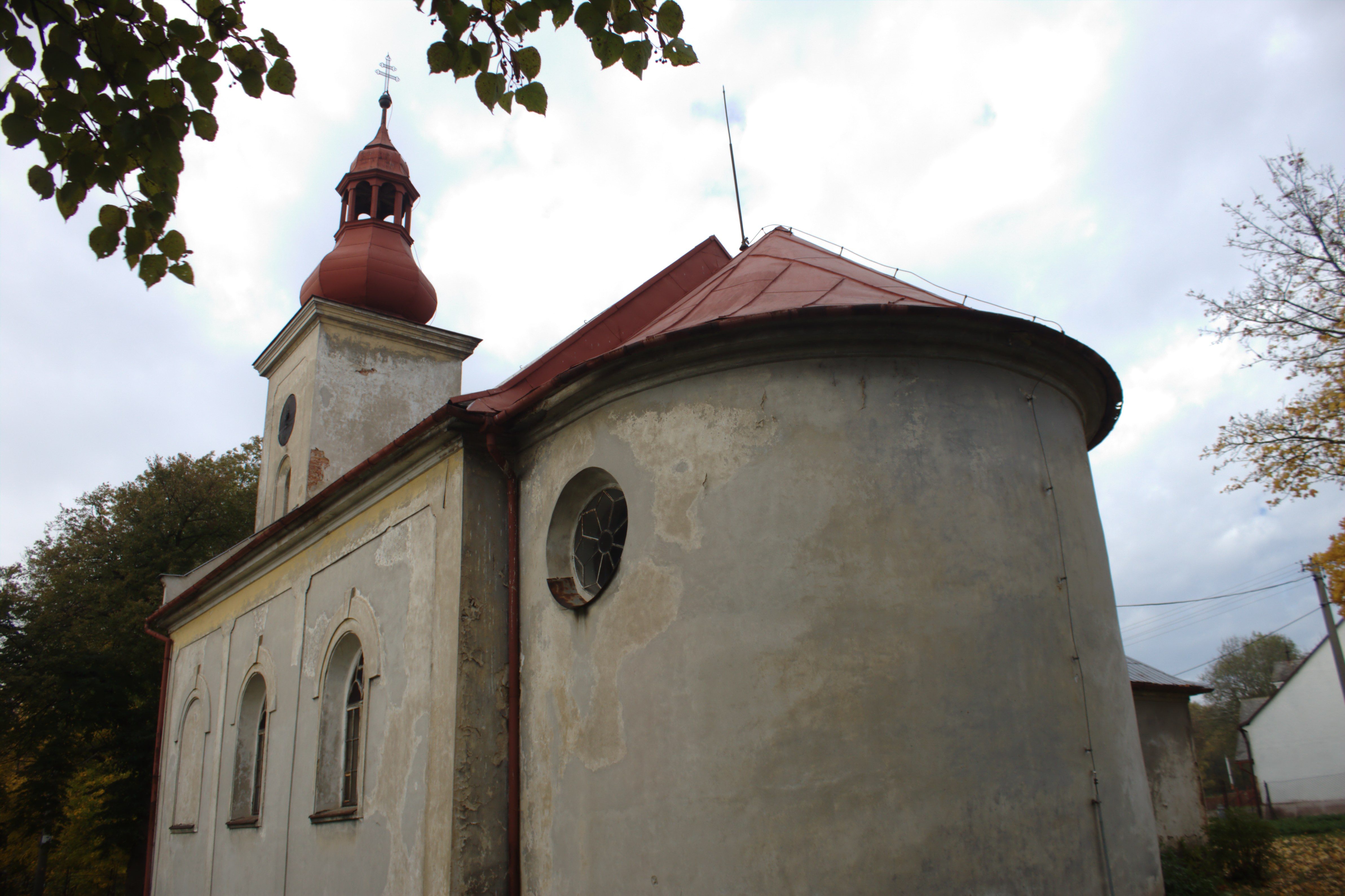
Kirche Mariä Heimsuchung

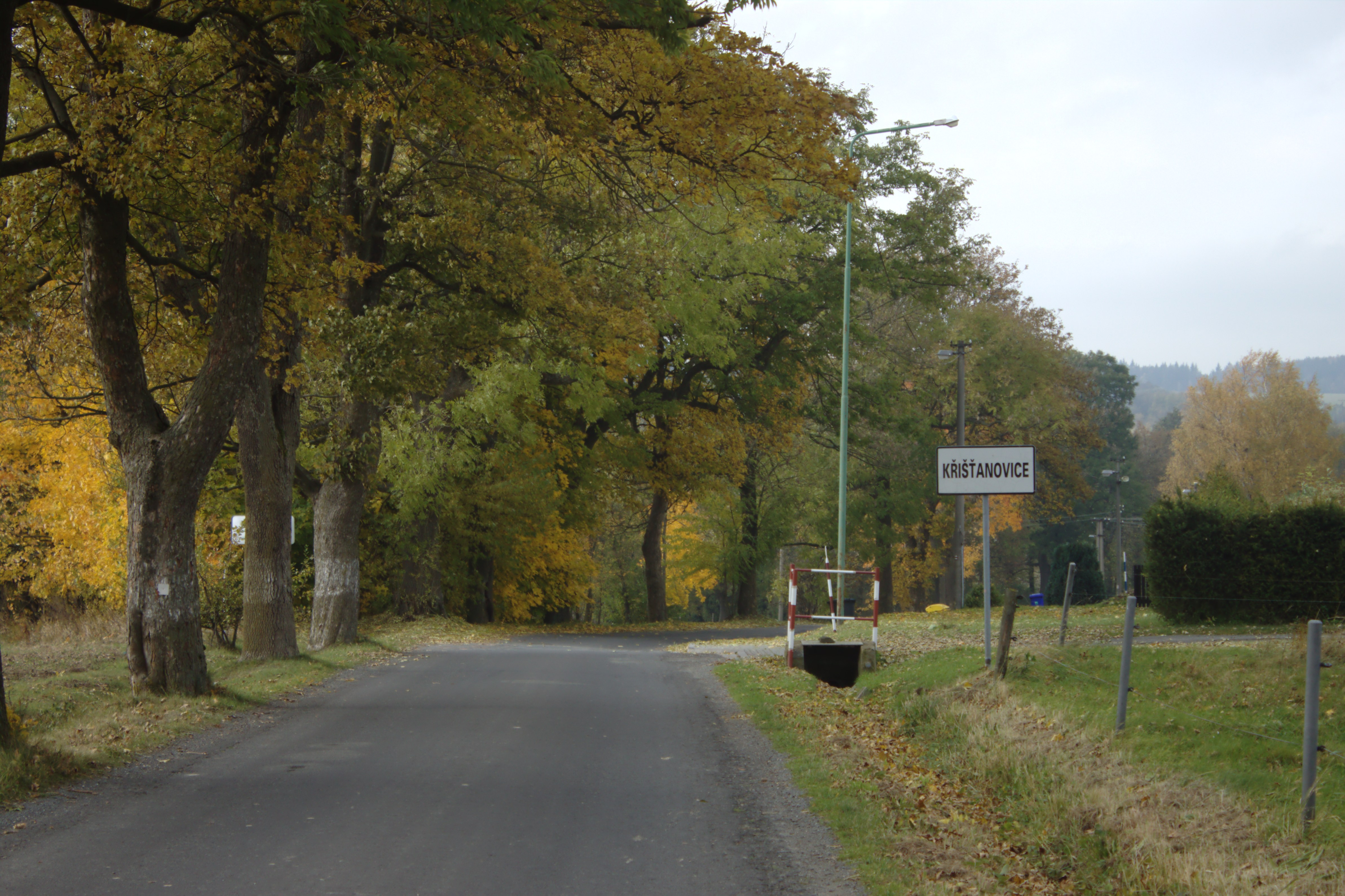
Ortseinfahrt

## Geschichte
Der Ort wird erstmals im Jahr 1397 genannt.
Nach dem Münchner Abkommen im September 1938 wurde Christdorf dem Deutschen Reich zugeschlagen und gehörte bis 1945 zum Landkreis Bärn.
Die deutschen Bewohner wurden 1945 enteignet und größtenteils vertrieben. Die ehemalige evangelische Kirche wurde 2002 abgerissen.

## Sehenswürdigkeiten
- Kirche Mariä Heimsuchung